# Eutelsat

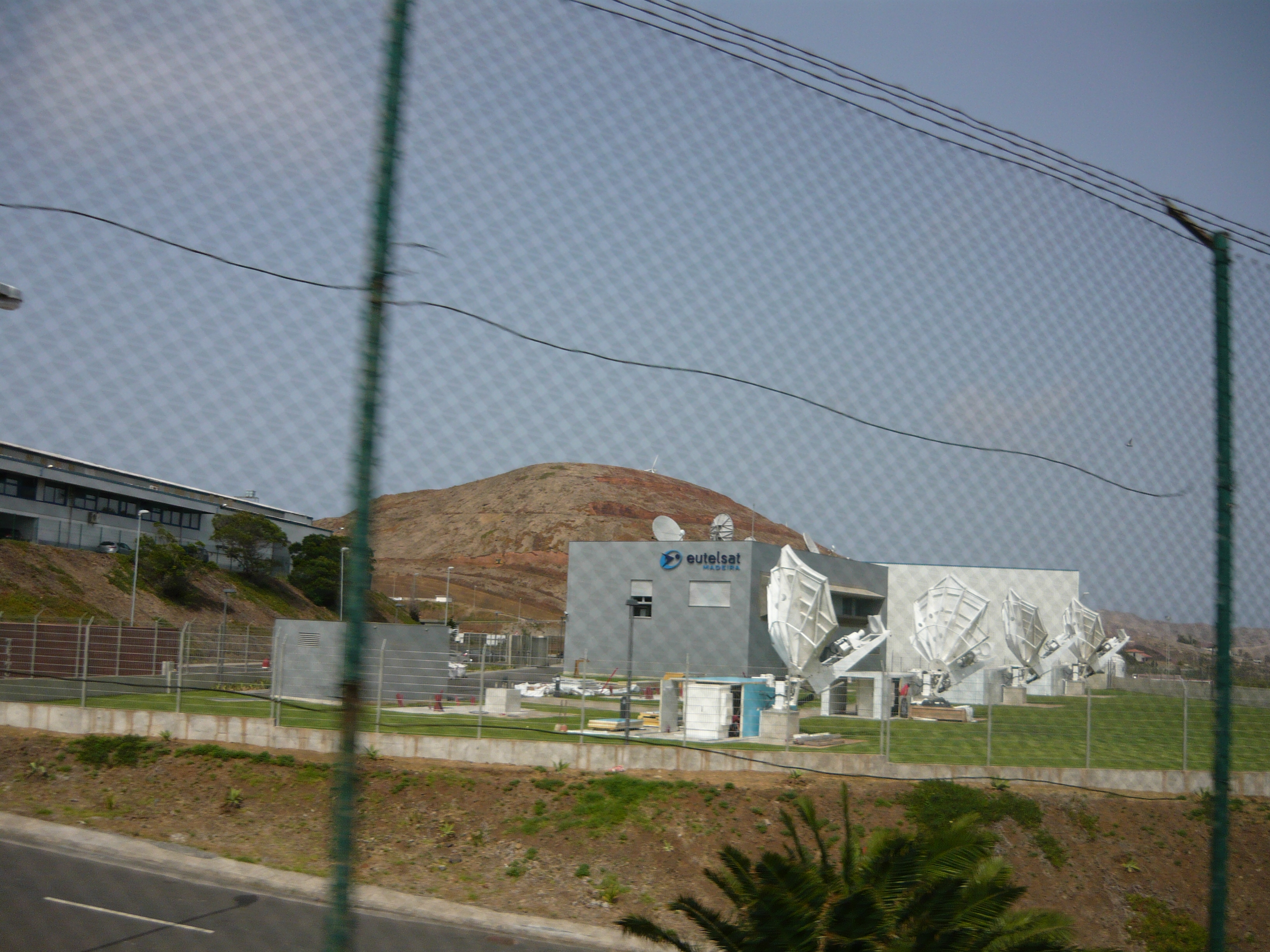

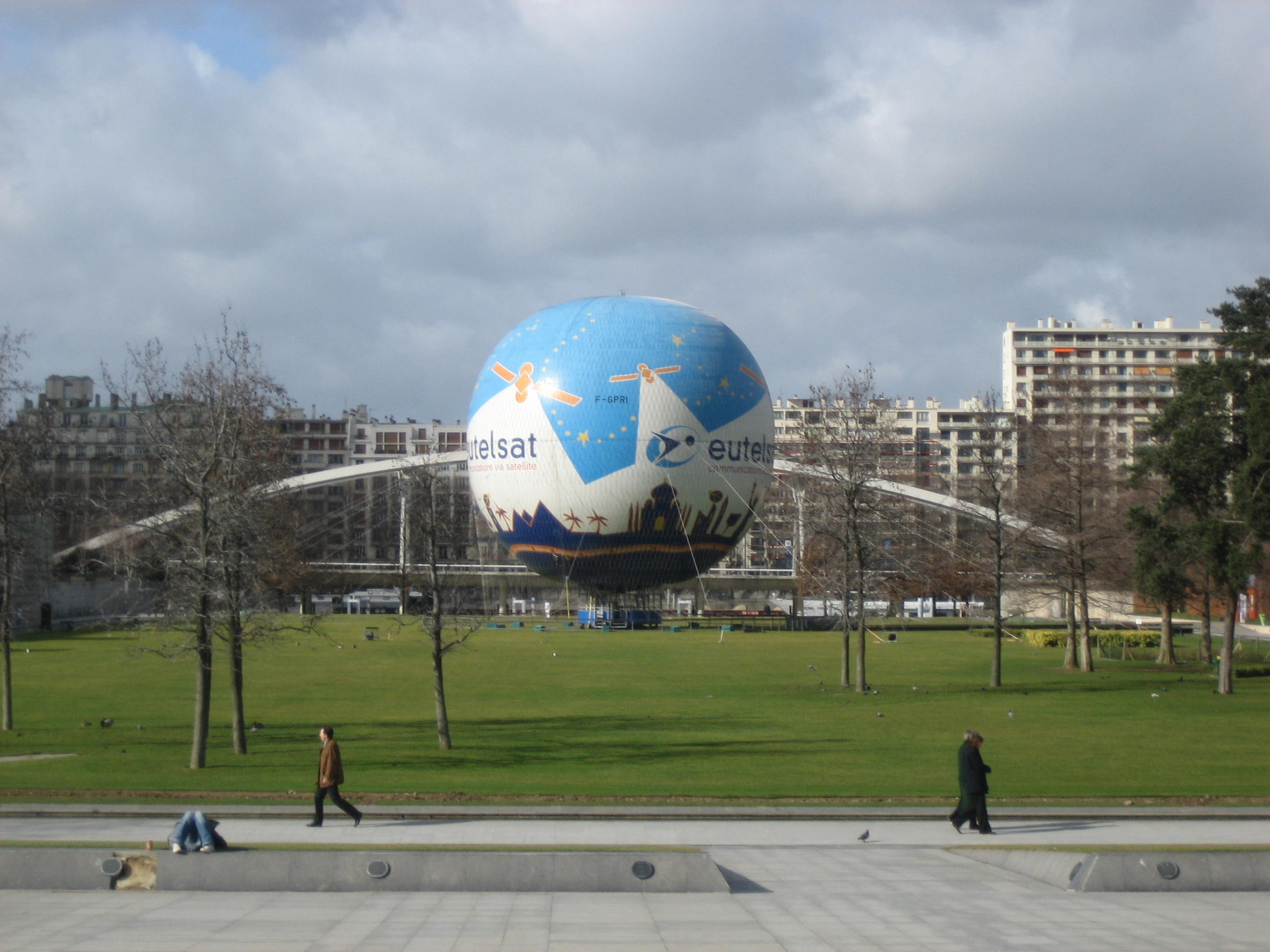

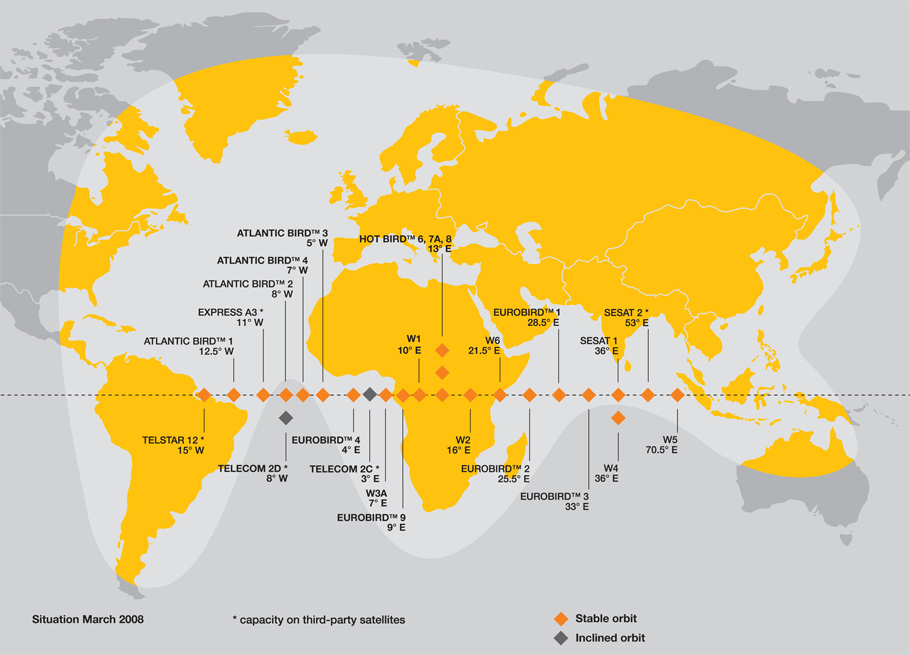

Az Eutelsat a European Telecommunications Satellite Organization rövidítése. A vállalat a világ harmadik legnagyobb műhold-üzemeltető cége.

## Története
Az Eutelsat nemzetközi szervezetet 1977-ben hozta létre egy közös egyezményben 26 európai ország. Székhelye Párizsban van.
Első műholdja 1983-ban kezdte meg a működést. Az eredetileg csak Nyugat-Európának szánt szervezet a 90-es évekre már több kontinenst is kiszolgált. Legutóbb 2006. augusztus 4-én helyezték üzembe a Hot Bird 8-at, az Eutelsat eddigi legnagyobb műholdját. Az Eutelsatban Magyarországot a legmagasabb szinten, igazgatósági tagként (Board Memberként) Duró Imre, a Hunsat Űrtávközlési Részvénytársaság vezérigazgató-helyettese képviselte 2001-től 2004-ig.

## Pozíciók és műholdak
| 15°   | Nyugat: | Telstar 12                                    | Bérbeadva |
| 12,5° | Nyugat: | Atlantic Bird 1                               |           |
| 11°   | Nyugat: | Express A3                                    | Bérbeadva |
| 8°    | Nyugat: | Telecom 2D                                    | Bérbeadva |
| 8°    | Nyugat: | Atlantic Bird 2                               |           |
| 5°    | Nyugat: | Atlantic Bird 3                               |           |
| 7°    | Kelet:  | Eutelsat W3A                                  |           |
| 9°    | Kelet:  | Eurobird 9 (korábban Hot Bird 2)              |           |
| 10°   | Kelet:  | Eutelsat W1, Eurobird 10 (2006-ig Hot Bird 3) |           |
| 13°   | Kelet:  | Hot Bird 6, Hot Bird 7A, Hot Bird 8           |           |
| 16°   | Kelet:  | Eutelsat W2                                   |           |
| 21,6° | Kelet:  | Eutelsat W6                                   |           |
| 25,5° | Kelet:  | Eurobird 2                                    |           |
| 28,5° | Kelet:  | Eurobird 1                                    |           |
| 33°   | Kelet:  | Eurobird 3                                    |           |
| 36°   | Kelet:  | Eutelsat W4, SESAT 1                          |           |
| 53°   | Kelet:  | SESAT 2                                       | Bérbeadva |
| 70.5° | Kelet:  | Eutelsat W5                                   |           |
| 48°   | Kelet:  | Eutelsat II-F2                                |           |

## Vétel
Magyar szempontból a keleti 9°-on található Eurobird műholdnak van nagy jelentősége, amelyről a magyar nyelvű M1,M2, M3, M4, M5 DUNA és DUNA World televízió és a Kossuth, Petőfi és Bartók Rádió érhető el. Ezeken kívül ezen a műholdon kódolatlan európai és ázsiai csatornák is foghatóak. A műhold vételéhez Magyarországon egy kisebb átmérőjű (pl. 65 cm-es) parabolaantenna is elegendő.

## Külső hivatkozások
- http://www.eutelsat.org
- Eurobird 9° csatornalista